# Course de côte de Chamrousse
La course de côte de Chamrousse est une compétition automobile de courses de côte se disputant à 30 kilomètres au sud-est de Grenoble dans la chaîne de Belledonne traditionnellement le dernier week-end du mois d'août (en juillet durant les années 1970), organisée depuis 1992 par l'Association chamroussienne des rendez-vous mécaniques (ACRVM) du comité Rhône-Alpes et par son président Yan Parvi, en Isère sous l'égide de l'ASA dauphinoise (d'Eybens).

## Histoire
Élaborée sur La route de Prémol, un tronçon fermé de la départementale D111 situé entre Uriage et la Roche Béranger, son tracé grimpe vers Chamrousse à travers la forêt de Prémol.
Elle est créée en 1962 à l'initiative de Renée Guillon-Wagner (née en 1919), ancienne présidente de l'ASA Dauphinoise et directrice du Critérium Neige et Glace, championne d'Europe de la montagne en 1959.
La première édition est remportée le 2 septembre 1962 par le genevois Heinz Schiller sur Porsche 718 F1 de la Scuderia Filipinetti (2e alors son compatriote Jo Siffert sur Lotus Junior-BRM 21, victoire de catégorie et lui aussi de la Scuderia Filipinetti).
Après une interruption de quinze ans, la course renait en 1992 grâce à l'ACRVM. 
Le nouveau parcours mesure désormais 4,8 km (près de 17 km durant les années 1960) pour une dénivellation de 336 mètres ; il est jalonné de 31 postes de commissaires.
La 40e édition a eu lieu en 2015.
Il existe aussi une version Historic de la course, organisée depuis 1995.

## Principaux vainqueurs
- Lionel Régal (2001, 2004, 2006, 2007, 2008 et 2009)
- Bernard Chambérod (1992, 1993, 1999, 2000 et 2002)
- Jimmy Mieusset (1971, 1972, 1973, 1975 et 1977)
- Nicolas Schatz (2010, 2011, 2012, 2013 et 2014)
- Daniel Boccard (1994, 1996, 1997 et 1998)
- Jean-Pierre Beltoise (1965 et 1969)
- Johnny Servoz-Gavin (1966 et 1967)